# Heinrich von Tunna
Heinrich von Tunna aussi appelé Heinrich Bart, mort le 2 juin 1209, est le troisième grand maître de l'ordre Teutonique de 1208 jusqu'à sa mort.

## Biographie
Probablement issu de la noble famille von Thuna (de) en Thuringe, il est aussi ministériel de Hermann Ier, landgrave de Thuringe et comte palatin de Saxe.
En 1208, il part en pèlerinage en Terre sainte. En Palestine, il rejoint l'ordre Teutonique et en devient grand maître la même année. Les raisons de cette ascension fulgurante ne sont pas claires. Comme ses deux prédécesseurs sa carrière est tout aussi brève, puisqu'il meurt en 1209. Comme eux, il est inhumé à Acre.